# برايتون بيكمان
برايتون بيكمان (بالهولندية: Brayton Biekman)‏ هو لاعب كرة قدم هولندي في مركز الهجوم، ولد في 16 ديسمبر 1978 في لاهاي في هولندا. لعب مع دين بوستش ونادي إكسلسيور.